# Wyeomyia finlayi
Wyeomyia finlayi är en tvåvingeart som beskrevs av Lane och Cerqueria 1942. Wyeomyia finlayi ingår i släktet Wyeomyia och familjen stickmyggor. Inga underarter finns listade i Catalogue of Life.